# Aleksandr Burmistrov
Aleksandr Olegovič Burmistrov (in russo Александр Олегович Бурмистров?; Kazan', 21 ottobre 1991) è un hockeista su ghiaccio russo.

## Palmarès

### Mondiali
- 2 medaglie:
  - 1 oro (Bielorussia 2014)
  - 1 bronzo (Russia 2016)